# Боннет-Плюм (річка)
Річка Боннет-Плюм — одна з найвідоміших річок Юкону. Вона тече з півдня на північ, від гірського озера на хребті Боннет-Плюм у горах Маккензі, через кілька гірських хребтів до злиття з річкою Піл.  Вона дуже популярна серед любителів активного відпочинку на каное, каяку або рафтингу. На річці є велика ділянка бурхливої води, де вона проходить через каньйон, що утворює зсув.
Ця річка дуже віддалена, і до неї зазвичай можна дістатися літаком або гелікоптером. У 1998 році річку Боннет-Плюм було визнано пам'яткою канадської спадщини.